# Koninklijke staatsgrepen van Karel IV van Hongarije

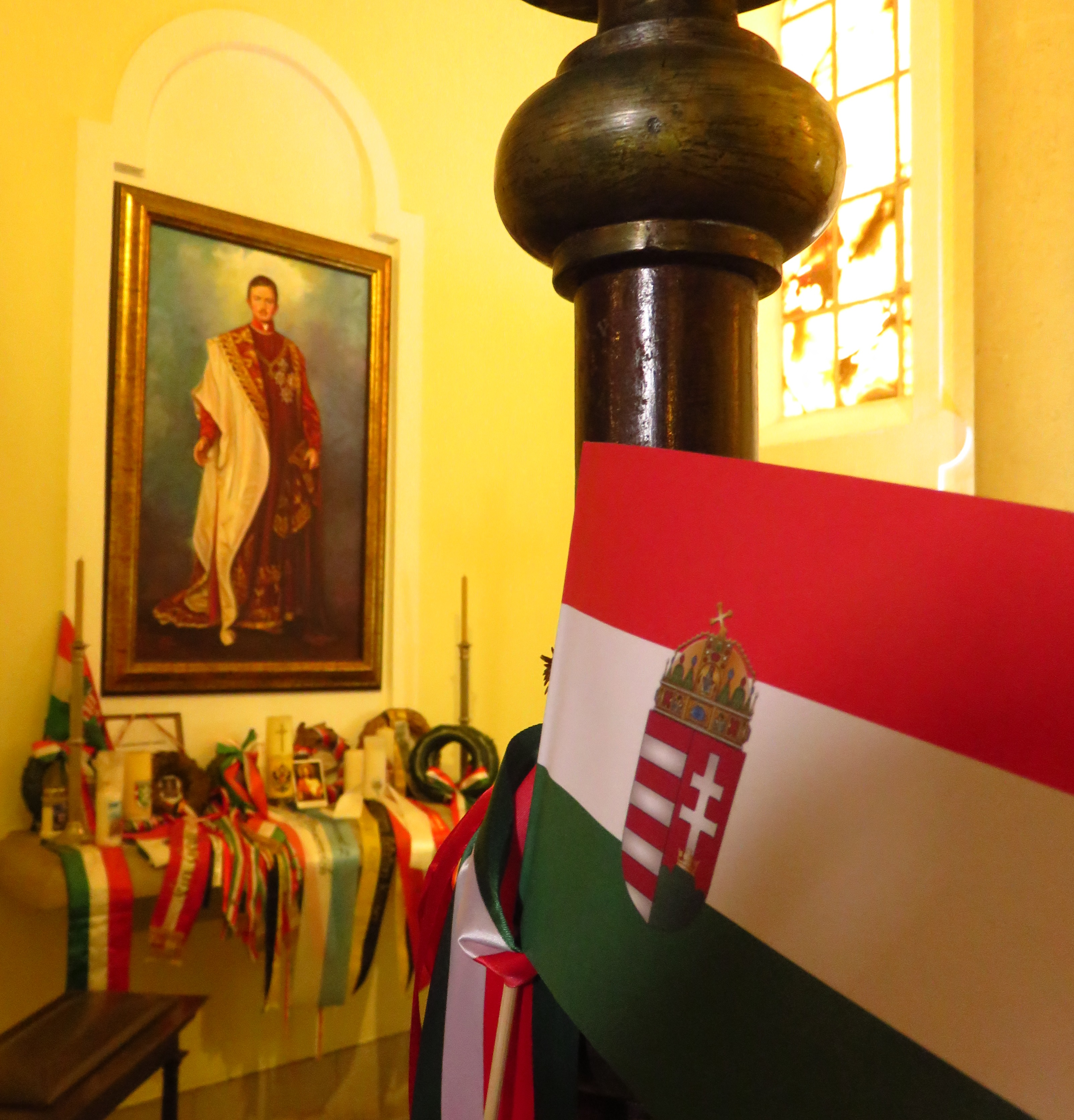
Hongaarse vlag bij een schilderij van Karel, aan zijn graftombe op Madeira

Nadat Miklós Horthy op 1 maart 1920 tot regent van Hongarije was verkozen, keerde Karel I van Oostenrijk, die ook als Karel IV koning van Hongarije was, twee keer naar Hongarije terug om er tevergeefs het koningschap op te nemen. Deze mislukte pogingen worden respectievelijk de eerste en de tweede koninklijke staatsgreep (Hongaars: első és második királypuccs) genoemd.

## Achtergrond

### Koninkrijk Hongarije
Aartshertog Karl volgde zijn grootoom keizer Frans Jozef I op als keizer van Oostenrijk en koning van Hongarije na diens dood in november 1916. Karl werd nooit tot keizer van Oostenrijk gekroond. Hij werd op 30 december 1916 in Boedapest echter wel tot koning van Hongarije gekroond. De kroning gebeurde door János kardinaal Csernoch, primaat van Hongarije, in de Matthiaskerk. Aartshertog Karl werd zo koning Karel IV van Hongarije.

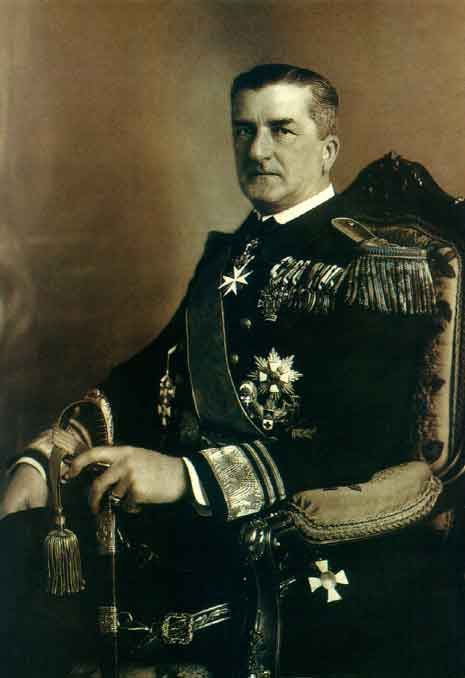
Regent Horthy

Na de Asterrevolutie en het uiteenvallen van de Donaumonarchie vaardigde Karel op 13 november 1918 een afkondiging uit waarin hij verzaakte aan zijn deelname in de Hongaarse staatszaken. Hij onthief de ambtenaren in het Hongaarse rijksdeel ook van hun eed van trouw aan hem. Deze afstandsverklaring kwam twee dagen na een gelijkaardige uitvaardiging voor het Oostenrijkse rijksdeel. Hoewel beide verklaringen vaak als troonsafstand worden beschreven, vermeed Karel doelbewust deze term, voor het geval een van beide naties weer beroep zou willen doen op hem.

### Republiek Hongarije
Karels laatste premier, Mihály Károlyi, maakte hiervan gebruik om de Democratische Republiek Hongarije uit te roepen, met zichzelf als voorlopig staatshoofd. De voortdurende bezetting door de geallieerden maakte Károlyi's situatie echter onhoudbaar en in maart 1919 werd hij afgezet door coalitie van communisten en sociaaldemocraten, die de Hongaarse Radenrepubliek installeerden. Onder hun leider Béla Kun werd Hongarije het tweede communistische land ter wereld. Later in 1919 werd Kuns regime echter al omvergeworpen door de Roemeense troepen die Hongarije hadden bezet in de Hongaars-Roemeense Oorlog, waarna de Hongaarse Republiek werd gesticht. Vervolgens greep aartshertog Jozef August de macht als regent voor Karel, maar ook de geallieerden weigerden om Jozef August te erkennen en dwongen hem op te stappen.
Uiteindelijk werd Miklós Horthy, de laatste admiraal van de Oostenrijks-Hongaarse vloot, benoemd tot regent van het nieuwe Koninkrijk Hongarije.

## De eerste koninklijke staatsgreep: de Paascrisis

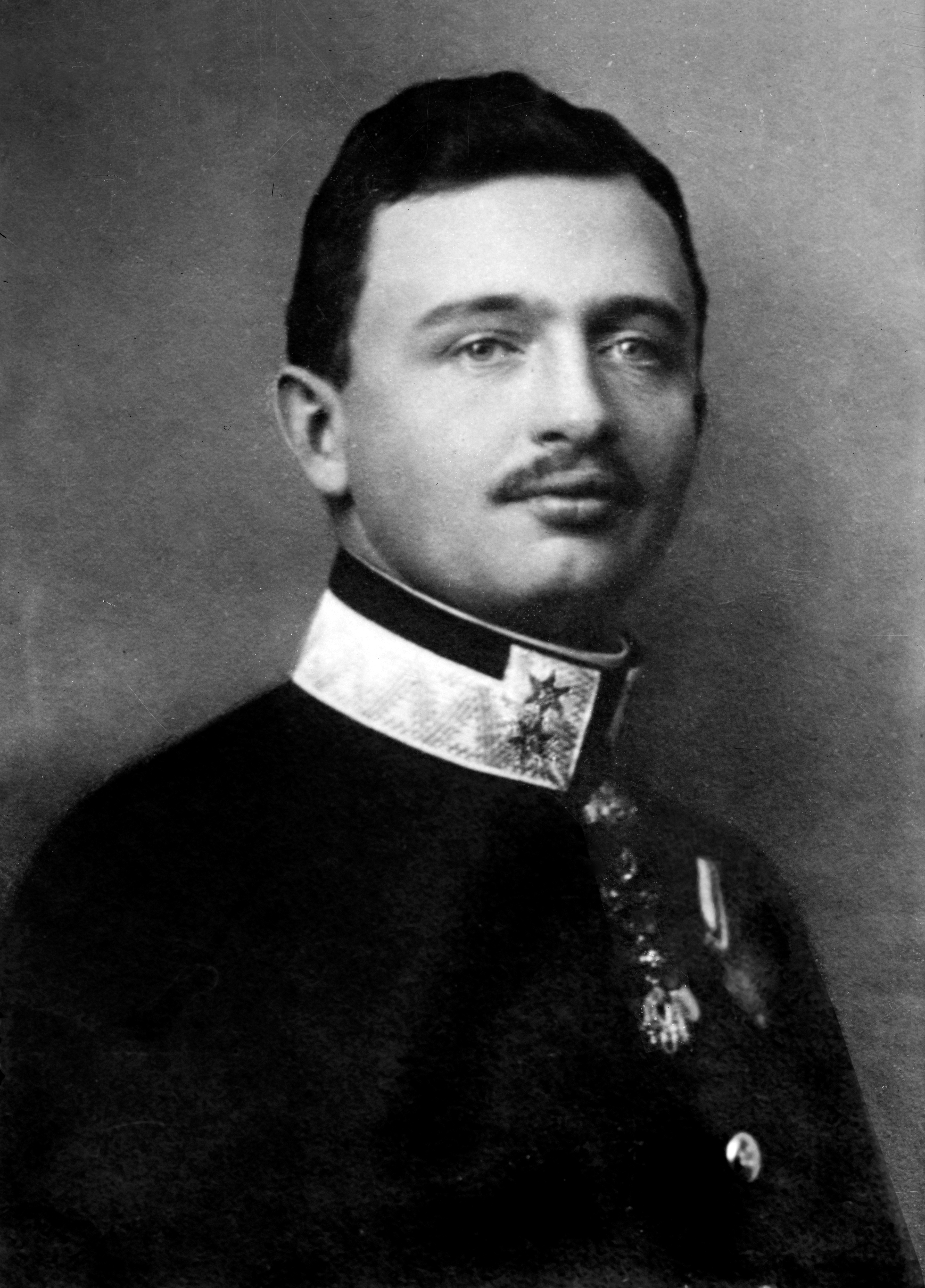
Karel IV van Hongarije

Karels eerste poging om het Hongaarse koningschap weer op te nemen begon op 26 maart 1921. Aangezien het Stille Zaterdag was, waren parlementsleden en diplomaten op het platteland en regent Horthy had een rustige vrije dag gepland met zijn familie in de koninklijke burcht. Karel, die was aangestoken door de raadgeving van zijn hofhouding in Zwitserland en vertrouwde op de steun van royalistische milieus in Europa, maakte gebruik van de rust in Boedapest. Hoewel andere aanhangers en Horthy zelf de koning hadden gewaarschuwd dat de tijd nog niet rijp was voor een terugkeer, was hij optimistisch. Hij geloofde dat alleen al het nieuws van zijn aankomst en Horthy's bereidwilligheid om de macht over te dragen, de liefde van de Hongaren voor hun vorst opnieuw zou doen opleven. Door vermeende geheime toezeggingen van de Franse premier Aristide Briand vertrouwde Karel erop dat Frankrijk hem zou steunen, mocht hij slagen, en dat de buurlanden van Hongarije het land niet zouden binnenvallen.
De Hongaarse Landdag werd destijds door twee rechtse en monarchistische partijen gedomineerd: de Partij van Christelijke Nationale Eenheid (KNEP) en de Partij van Kleine Boeren en Landarbeiders (OKGFP). De meeste aanhangers van de KNEP waren legitimisten en zagen Karel als de wettige koning, en stonden dus achter zijn terugkeer. Bij de OKGP was de meerderheid ervan overtuigd dat het de Hongaren nu vrij stond zelf hun koning te kiezen.

### Aankomst in Hongarije

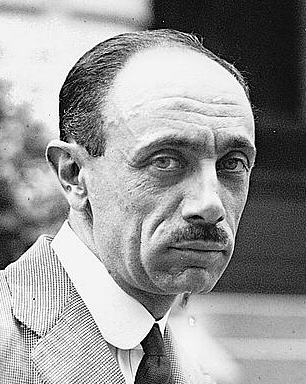
Premier Teleki in 1921

Zonder snor en met een vervalst Spaans paspoort verliet Karel zijn villa in Zwitserland en kwam op 26 maart aan in Szombathely. Van hier ging hij naar het paleis van graaf János Mikes, een vooraanstaand legitimist. Het nieuws van de terugkeer deed snel de ronde onder de plaatselijke legitimisten en tegen de vroege ochtend van 27 maart had Karel een kleine kroonraad rond zich verzameld, waaronder József Vass, onderwijsminister in de regering-Teleki I, en kolonel Antal Lehár. Deze laatste stelde zichzelf en zijn soldaten ten dienste van Karel, maar waarschuwde voor aanzienlijke militaire risico's. Karel schikte zich in het voorstel om premier Teleki uit te nodigen voor onderhandelingen. Toen deze echter om 2 uur 's nachts uit bed werd gewekt, zei hij dat het te vroeg was voor een terugkeer en maande Karel het land te verlaten, erop wijzend dat er een burgeroorlog zou kunnen uitbreken en dat de Kleine Entente het land zou kunnen binnenvallen. Uiteindelijk kwamen beiden overeen dat een onderhoud van Karel met Horthy op zijn plaats was. Om half zeven 's ochtends vertrokken beiden in aparte wagens naar Boedapest. Hoewel Karel een uur later was vertrokken, kwam Teleki pas veel later op de dag aan. Sommigen vermoeden dat Teleki dit doelbewust had gedaan, om afzijdig te blijven.

### Onderhoud met Horthy
Karel kwam in het paleis in Boedapest aan in de vroege namiddag van 27 maart, onaangekondigd, terwijl Horthy met zijn familie aan tafel zat voor het paasmaal. Er volgde een emotionele discussie van twee uur, die Horthy later zou omschrijven als "het moeilijkste moment in [zijn] hele leven" en een "absoluut afschuwelijke" ervaring. Karel dankte Horthy voor zijn diensten als regent en zei dat het uur gekomen was om de macht over te dragen, waarop Horthy zei: "Dit is een ramp. In godsnaam, Uwe Majesteit moet onmiddellijk vertrekken en naar Zwitserland terugkeren, voordat het te laat is en de grootmachten op de hoogte zijn van uw aanwezigheid in Boedapest." Karel wierp tegen dat Horthy "bruggen had afgebrand" en wierp de rest van hun onderhoud verschillende argumenten aan om Horthy's tegenstand te doorbreken. Hij herinnerde deze aan zijn met tranen overgoten eed van trouw in Schönbrunn in november 1918 en zijn eed van gehoorzaamheid aan de Habsburgse heerser. Horthy zei hierop dat hij inmiddels zelf was gebonden door zijn recente eed aan het Hongaarse volk. 

### Afloop

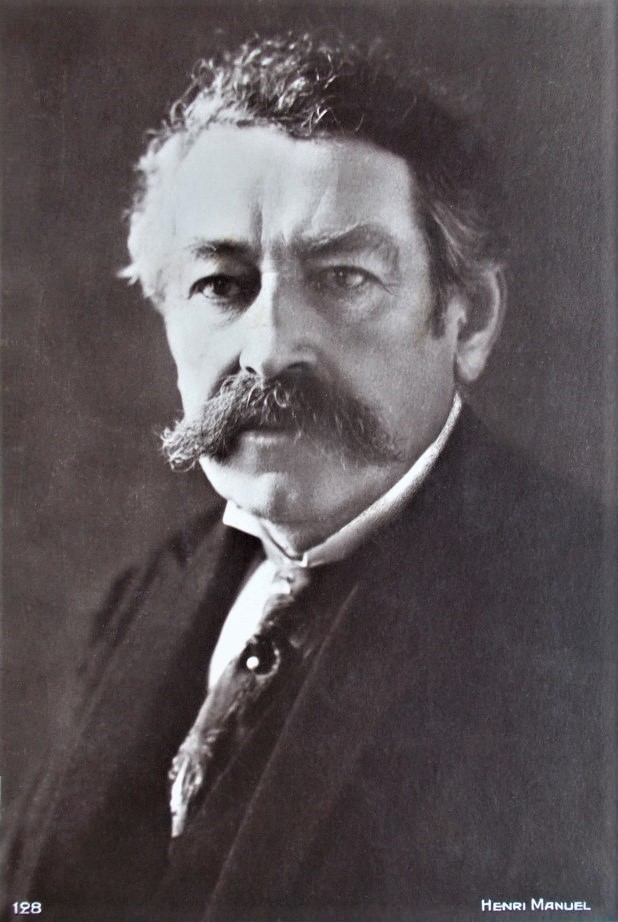
Frans premier Aristide Briand

Er volgde een voorlopig bestand van drie weken, dat elk van beide mannen anders interpreteerde. Horthy verwachtte van Karel dat hij Hongarije zou verlaten  om terug te keren naar Zwitserland of de troon op te eisen in Wenen. Karel van zijn kant ging ervan uit dat Horthy zich in tussentijd zou inspannen om zijn troonsbestijging voor te bereiden. Op 28 maart verklaarden Tsjecho-Slowaakse en Joegoslavische gezanten dat een Habsburgse restauratie een casus belli zou zijn. Op 1 april stemde de Hongaarse Landdag een motie aan waarbij Horthy's standvastigheid werd geprezen en het status quo werd ondersteund. Na aanzwellende oproepen voor Karels arrestatie en een openlijke verklaring van Briand, waarin deze ontkende een overeenkomst met Karel te hebben, verliet Karel Hongarije met tegenzin op 5 april.
Nadien koesterde hij een diepe afkeer tegen Horthy en bleef hij ervan overtuigd dat de grootmachten geen bezwaar zouden zien in een herstel van de Habsburgse monarchie in Hongarije. Bovendien bleef hij er ook van overtuigd dat het Hongaarse volk naar zijn terugkeer smachtte, maar eigenlijk vonden er tijdens deze Paascrisis geen significante demonstraties plaats ter ondersteuning van Karel en werd hij bij zijn aankomst in Szombathely eerder onverschillig bejegend. Graaf Teleki, die na deze crisis onthutst en politiek beschadigd was, nam ontslag als premier op 6 april. Hierna stelde de regent István Bethlen aan als nieuwe premier.

## Tussentijd
In juni 1921 lanceerden de legitimisten, die voelden dat de regering-Bethlen geen actie ondernam om Karel terug te brengen, een grootschalig offensief tegen Horthy en Bethlen. Men probeerde Horthy's gezag te ondermijnen, zijn positie te verzwakken en gunstige omstandigheden te creëren voor een terugkeer van de koning. Als reactie hierop knoopten de regent en de premier begin augustus geheime onderhandelingen aan met de leiders van het legitimistische kamp.

## De tweede koninklijke staatsgreep: de Mars op Boedapest

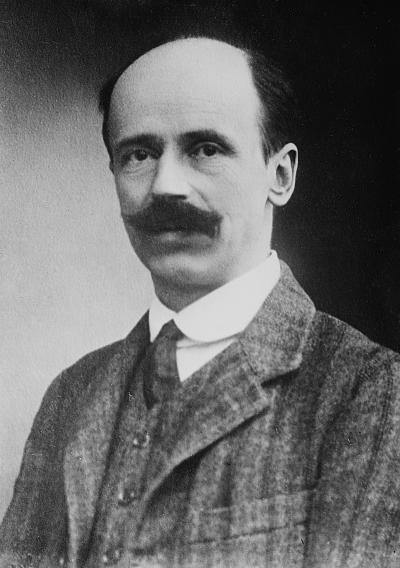
Premier István Bethlen

Bethlen kwam tot een akkoord met Gyula Andrássy, de eigenlijke leider van de legitimisten, en hield op 21 oktober 1921 een redevoering voor enkele gematigd-legitimistische aristocraten in Pécs, waarbij hij verklaarde dat "de uitoefening van de koninklijke macht niet enkel juist, maar een noodzaak" is, dat Karels verzaking aan deelname in Hongaarse staatszaken onder dwang werd afgelegd en daardoor ongeldig was. Hij kondigde aan om "te gepasten tijde" onderhandelingen te zullen aanknopen met de grootmachten om deze ervan te overtuigen de restauratie te herstellen. Daarbij sprak hij zich ook uit tegen iedere staatsgreep met geweld.
Op 23 oktober stond het Sopron-referendum gepland, waarbij de inwoners van de stad Sopron en omgeving de keuze werd gegeven tussen aansluiting bij Oostenrijk of bij Hongarije. In het midden van de maand hadden kolonel Lehár, Gyula Ostenburg-Moravek en andere legitimisten besloten om van de gespannen situatie gebruik te maken  en de koning de boodschap te sturen dat hij vóór 23 oktober de macht moest zien te grijpen. Ze schreven dat hij geen tegenstand zou ondervinden en integendeel met algemene jubel zou worden bejegend. 

### Aankomst in Hongarije
Op 20 oktober, nadat hij zijn testament had opgemaakt, ondernam Karel bijgevolg een gewaagde en clandestiene vlucht van Dübendorf naar West-Hongarije. Hij was voorbereid op een staatsgreep met geweld, en ging ervan uit dat de Kleine Entente niet zou kunnen mobiliseren binnen een of twee dagen en dat de grootmachten zijn staatsgreep tegen dan als een voldongen feit zouden aanvaarden. Na zijn landing ging Karel snel op weg naar Sopron. Aangezien hij Horthy en diens regering als onwettig beschouwde, vormde hij zijn eigen voorlopige tegenregering:
- premier: István Rakovszky
- minister van Buitenlandse Zaken: graaf Gyula Andrássy
- minister van Financiën en Industrie: Gusztáv Gratz
- minister van Defensie: baron Antal Lehár
- minister van Onderwijs: graaf Albert Apponyi

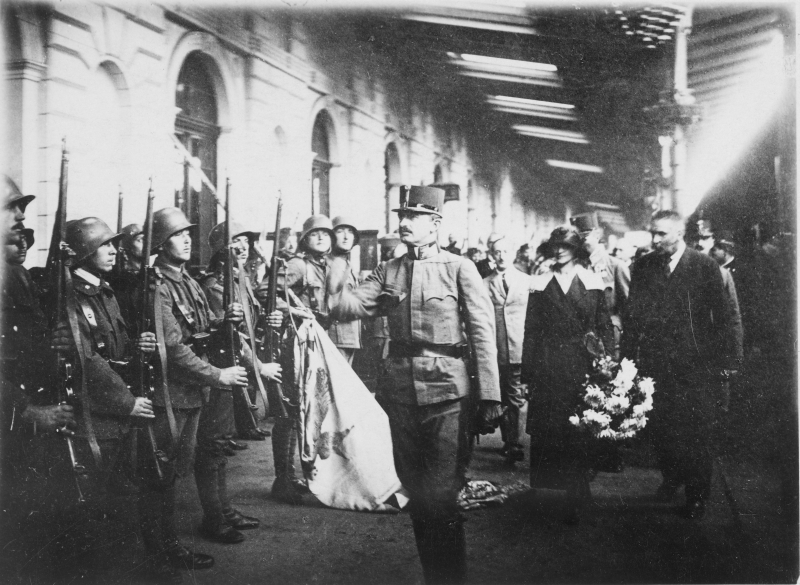
Het koningspaar komt aan in Győr

In de namiddag van 21 oktober, tijdens de speech van Bethlen, werden in Sopron enkele gewapende treinen uitgerust. Deze koninklijke armada werd bewaakt door de troepen van Ostenburg. Aan de manschappen was verteld dat het communisme was uitgebroken in Boedapest en dat Horthy Karel had opgeroepen de orde te helpen herstellen. Tijdens een opzwepende massa-ceremonie legde het bataljon de traditionele Honvéd-eed van trouw af tegenover "Karel van Habsburg, koning van Hongarije en koning van Bohemen". Deze armada vertrok in de late morgen naar Boedapest, maar ging zeer traag op weg en stopte in ieder dorpsstation om de plaatselijke militairen en ambtenaren de eed van trouw te laten afleggen en de bevolking eer te laten betuigen aan het koningspaar. Alleen al de weg van Sopron naar Győr nam tien uur in beslag, wat Horthy de kans bood om zijn weerwerk te organiseren.
Laat die dag bereikte Horthy een rapport, dat hem ontstemde, omdat Lehár en Ostenburg hem hadden verraden. De ochtend erop zat Bethlen een vergadering van de regering voor, waarbij hij verklaarde dat geweld moest worden gebruikt indien noodzakelijk. Horthy was van mening dat Karels staatsgreep Hongarije (opnieuw) zou vernietigen en vaardigde een militaire afkondiging uit waarin hij verklaarde dat hij de macht bleef behouden en trouw eiste van het leger. Vele officiers kozen ervoor om eerst af te wachten. Zij die de koning waren tegengekomen tijdens zijn koninklijke optocht vonden het moeilijk om Karel afvallig te zijn. De hoogste officiers in Boedapest stonden weigerachtig tegen het opnemen van het gezag over de regeringstroepen en velen wezen deze opdracht af. De grootmachten van de Entente herbevestigden hun tegenkanting tegen een Habsburgse restauratie en de leden van de Kleine Entente verklaarden dat dit als een casus belli zou worden beschouwd. Horthy stuurde Karel een brief, waarin hij hem smeekte op te geven, maar deze brief bleef ongelezen. Gyula Gömbös slaagde erin een klein bataljon van hoogstens 500 nauwelijks uitgeruste vrijwilligers, veelal studenten, te verzamelen om de magere steun van het leger de schragen.

### Confrontatie en overgave

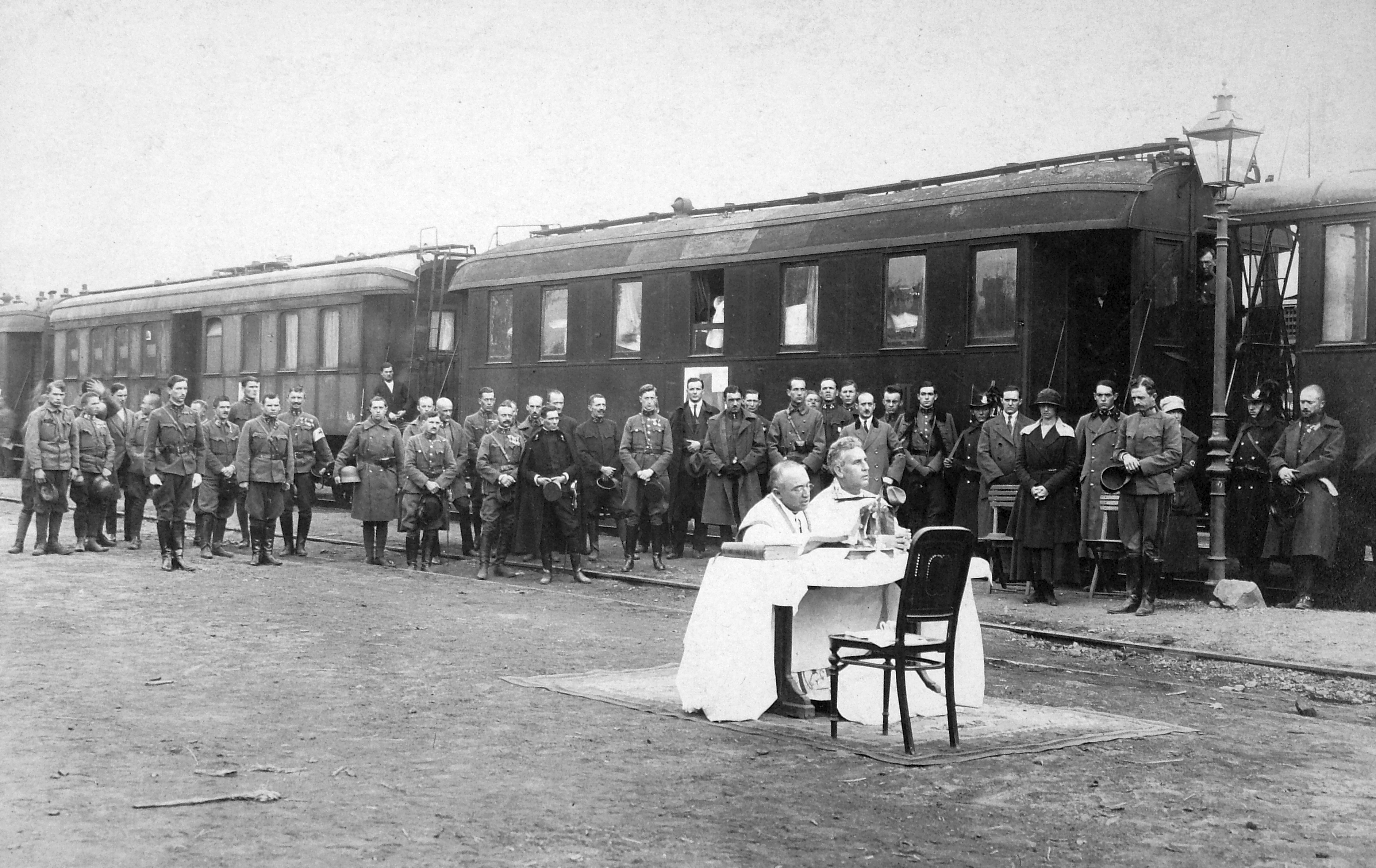
Beeld van Karels optocht naar Boedapest

De ochtend van 23 oktober stond Hongarije op de rand van een burgeroorlog. Karels leger had de buitenwijken van Boedapest bereikt. In de stad zelf was de staat van beleg afgekondigd, terwijl gemeld werd dat Tsjecho-Slowakije al mobiliseerde. Aanvankelijk leken de vooruitzichten voor Karels troepen gunstig. Later die ochtend kwam de legitimistische generaal Pál Hegedűs toe bij Horthy en Bethlen, waarbij hij Karel afviel omwille van diens "krankzinnige onderneming". Na dit gesprek hield Horthy een toespraak waarbij hij de regeringstroepen opriep om stand te houden, omdat het oude Oostenrijk-Hongarije waarin Hongarije de tweede viool speelt, anders zou heropleven. Gömbös riep hen op te vechten tegen Karels troepen, die grotendeels uit "Oostenrijkse en Tsjechische avonturiers" zouden bestaan.
Deze oproep motiveerde het leger, waardoor het vuur werd geopend in de richting van Karels troepen. Dit joeg diens troepen angst aan, aangezien ze hadden verwacht zonder bloedvergieten Boedapest te kunnen binnenmarcheren en burgeroorlog nu toch een mogelijkheid leek. Tegen de namiddag leek het duidelijk dat Horthy aan de winnende hand was, wat zijn vertrouwen ook versterkte. Nadat generaal Hegedűs terugkeerde naar de koninklijke hoofdkwartieren, bleek dat ook daar de stemming meer Horthy-gezind was geworden. De feiten dat Horthy Karels terugkeer niet had verwelkomd en dat er geen opstoot van communisme plaatsvond, zoals was voorgespiegeld, bleken een grote ontnuchtering voor de koninklijke troepen. Met tegenzin aanvaardde Karel onderhandelingen met de regent, waarop een staakt-het-vuren tot de volgende ochtend werd overeengekomen.
Het akkoord  bevatte harde voorwaarden. Karel moest zijn troepen bevelen de wapens neer te leggen en alle oorlogsmateriaal te overhandigen. Zijn veiligheid zou worden gegarandeerd als hij schriftelijk troonafstand deed. In ruil zou de aanhangers van de restauratie amnestie verleend worden. Ondanks tegenkanting van Lehár en Ostenburg gaf Karel uiteindelijk het bevel tot overgave. De regering was nadien vastberaden om de openbare orde te herstellen en een mogelijke internationale crisis af te wenden. Vooraanstaande legitimisten zoals graaf Sigray, graaf Andrássy en Gusztáv Gratz werden gearresteerd. Ook het koningspaar werd gearresteerd en onder militaire voogdij in een klooster in Tihany ondergebracht. Karel schikte zich in alle eisen, maar deed enkel geen afstand van de troon.

### Afloop

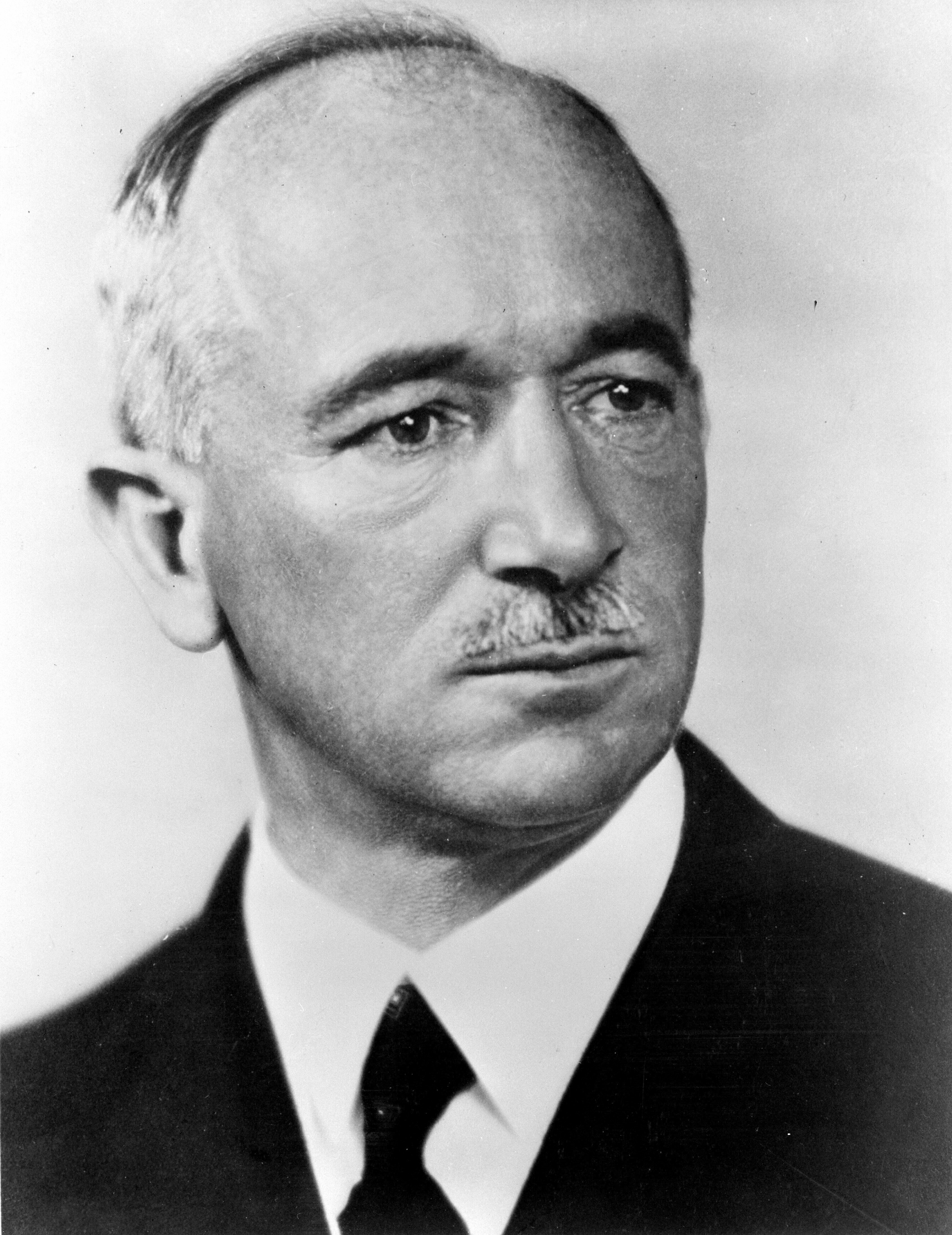
Edvard Beneš

Ondanks de duidelijke overwinning van het regeringskamp, weigerden Tsjecho-Slowakije en Joegoslavië om de troepen die ze langs de Hongaarse grens hadden gestationeerd, te demobiliseren. Op 29 oktober kwam Beneš, Tsjecho-Slowaaks minister van buitenlandse zaken, met een ultimatum waarbij zijn land Hongarije zou binnenvallen, indien de Habsburgers niet werden onttroond en Hongarije Tsjecho-Slowakije niet schadeloos stelde voor de kosten die voor de mobilisatie gemaakt werden. Op aanraden van de grootmachten verzekerde Bethlen dat er een wet zou worden aangenomen die de Habsburgers uitsloot van de Hongaarse troon.
Op 1 november vertrokken Karel en Zita uiteindelijk en na strenge waarschuwingen van de Britten en de Fransen aan het adres van Beneš bleek de crisis afgewend. Op 3 november, enkele uren nadat een Brits schip met het koningspaar aan boord de Hongaarse wateren had verlaten, legde Bethlen de Hongaarse Landdag een motie voor die de Pragmatieke Sanctie van 1713 nietig verklaarde. Het voorstel werd aangenomen op 6 november; het hield ook in dat de Habsburgse dynastie onttroond werd verklaard, hoewel Hongarije een koninkrijk bleef en een Habsburger in theorie later nog als koning zou kunnen worden gekozen. Karel werd gedwongen op Madeira in ballingschap te gaan, waar zijn gezondheidstoestand er na zijn tweede couppoging snel op achteruitging en hij uiteindelijk stierf op 1 april 1922. Het was duidelijk dat zijn tienjarige zoon en erfgenaam Otto de komende jaren geen actieve politieke rol zou spelen en dat het legitimistische kamp in Hongarije nooit meer haar invloed van weleer zou bereiken.